# Ceratozuch
Ceratosuchus burdoshi ("Buldoczy róg krokodyla") wymarły aligator żyjący w Ameryce Północnej podczas późnego paleocenu i wczesnego eocenu. Jego szczątki znaleziono w stanie Kolorado. Podobnie jak współcześni krewniacy, C. burdoshi zamieszkiwał bagna i był drapieżnikiem.